# Edmund Hlawka
Edmund Hlawka (Bruck an der Mur, 5 de novembro de 1916 – Viena, 19 de fevereiro de 2009) foi um matemático austríaco.
Foi palestrante do Congresso Internacional de Matemáticos em Amsterdam (1954).

## Prêmios e condecorações
- Condecoração Austríaca de Ciência e Arte (1963)[1]

## Obras
- com Christa Binder, Peter Schmitt: Grundbegriffe der Mathematik. Prugg Verlag, Viena 1979. ISBN 3-85385-038-3.
- Theorie der Gleichverteilung. Bibliographisches Institut, 1979. ISBN 3-411-01565-9.
- Selecta. Editado por Peter Gruber e Wolfgang M. Schmidt. Springer, Berlim 1990. ISBN 3-540-50623-3.
- com Johannes Schoißengeier: Zahlentheorie. Eine Einführung. Manz-Verlag, Viena 1979.
- Mathematik bekommt man nicht gratis. Interview mit Hlawka, DMV Mitteilungen 1999, Nr. 2, p. 42.